# محمود السرسك
محمود السرسك (ولد 20 يناير 1987) في مخيم رفح، حي الشابورة، قطاع غزة. التحق محمود بنادي رفح الرياضي للأشبال عندما كان يبلغ من العمر ثماني سنوات. فمحمود سليل عائلة رياضية . ومنذ سن مبكر ظهر حبه لكرة القدم و شغفه لممارساتها . و تقديراً لموهبته وتميزه وقع الاختيار عليه للعب في صفوف منتخب فلسطين الوطني لكرة القدم وهو لم يتجاوز سن الرابعة عشر من العمر، ليكون أصغر لاعب في صفوف المنتخب الوطني.

## إعتقاله
اعتقلت قوات الاحتلال الإسرائيلي محمود السرسك بتاريخ 22 يوليو 2009، بعدما أوقفته على حاجز «أيرز العسكري» بينما كان في طريقه للالتحاق بنادي شباب بلاطة الرياضي في نابلس، الضفة الغربية للإحتراف في صفوفه كلاعب كرة قدم وذلك على الرغم من حصوله على تصريح مرور من قوات الاحتلال لدخول الضفة الغربية المحتلة.

## إضرابه عن الطعام
تم الإفراج عن عن الأسير محمود السرسك بتاريخ 10 يوليو 2012 بعد اضرابه عن الطعام لاكثر من 96 يوما بعد حكمه اداريا، ووصل إلى قطاع غزة.

## انتقاله للنادي الأفريقي
بعد الإفراج عنه يوم 10 يوليو 2012 دعاه السيد سليم الرياحي رئيس النادي الأفريقي للأنضمام إلى الأفريقي في صفقة خيرية بالأساس وتعبيرا عن تضامن النادي مع اللاعب.